# فهرست شهرهای با بیشترین آسمان‌خراش‌ها
فهرست شهرهای آسمان‌خراش‌ها (به انگلیسی: List of skyscrapers cities) این لیست از شهرهایی است که بیشترین تعداد آسمان‌خراش‌ها را در سراسر جهان دارند، آسمان خراش‌ها به ساختمان‌هایی گفته می‌شود که طول بیشتر از ۱۰۰ متر را دارند ولی بعد از گذشت چند سال از ساخت و ساز ساختمان‌های مرتفع تعداد آسمان‌خراش‌های بین ۱۰۰ تا ۱۵۰ متر بسیار شده و این تعداد زیاد باعث شده جلوه سابق را از دست دهد و کمتر به آن آسمان‌خراش گفته شود و همچنین شمارش دقیق این سازه‌ها به راحتی میسر نیست به همین دلیل در این فهرست به آسمان خراش‌هایی اشاره می‌کند که از ۱۵۰ متر (۴۹۰ فوت) بلندتر است.
از آنجا که معلوم است هنگ کنگ با بیش از ۴۸۵ آسمان خراش در حال حاضر در دنیا رتبه اول را برخورد گرفته‌است.

## تفاوت ساختمانهای بلند مرتبه، برج و آسمان‌خراش
در تعریف‌های کشورها و استانداردهای مختف هر کدام ارتفاع یا تعداد طبقات مختلفی را برای این سه کلمه مطرح کرده‌اند
(ساختمانهای بلند مرتبه) یا (مرتفع) High-rise building: با توجه به گسترش استفاده از ساختمانهای با ارتفاع بلند می‌توان به این صورت دسته‌بندی کرد ارتفاع ۲۵ تا ۱۰۰ متر (بلند مرتبه) که تعداد ساختمانهای بسیار زیادی را در بر می‌گیرد و کاربری مسکونی، اداری و تجاری دارد و هتلهای ۴ و ۵ ستاره نیز در این دسته قرار دارند که هر چقدر ارتفاع بیشتر می‌شود لوکسی و مدرنی آن هم بیشتر شده مثل هتل آتلانتیس، دبی، ساختمان‌های بین ۱۰۰ تا ۱۵۰ متر به دلیل تعداد زیادشان باعث شده جلوه سابق را از دست دهند و کمتر به آن آسمان‌خراش گفته شود که کاربری همانند ساختمان‌های (بلند مرتبه) را دارند و تقریباً جلوه و هم لوکسی آسمان‌خراش را دارد.
ولی تفاوت دو کلمه برج Tower و آسمان‌خراش Skyscraper به دلیل گستردگی استفاده از هر دو کلمه باعث شده به اشتباه حتی آسمان‌خراش‌ها را برج بنامیم مثلاً دبی به شهر آسمان‌خراش‌ها معروف هست و این نوع سازه به سبک شهرسازی در دبی درآمده و سعی در افزایش ساختمانهای بیشتر از ۱۸۰ متر دارد و این نوع سازه‌ها را آسمان‌خراش محسوب می‌کند (مثالهایی دیگر Hong Kong ,New York ,Tokyo و Chicago) و شهری مانند شنزن آسمان‌خراش‌هایی با ارتفاع بیشتر از ۱۵۰ متر را در دستور کار دارد (مثالهایی دیگر Toronto ,Jakarta و Guangzhou)
(برج) Tower: در بعضی تعریف‌ها برج‌ها سازه‌هایی هستند که شکل مخروطی یا ستونی ویا ترکیب ستون و مخروط دارند مثل برج میلاد، برج ایفل و حتی برج خلیفه که ترکیبی از ساختمان و شکل مخروطی است که این سازه‌ها کاربری خاص دولتی، حکومتی، توریستی، تفریحی دارند و مسکونی، تجاری، اداری نیستند.
(آسمان‌خراش) Skyscraper: نوعی (ساختمانهای بلند مرتبه) هستند که طراحی معماری مدرنتری دارند و ارتفاع بیشتر از ۱۵۰ متر (آسمان‌خراش) که کمتر کاربری مسکونی داشته (و اگر هم مسکونی باشند لوکس و گرانقیمت هستند) و ساختمان‌های تجاری و هتل‌های لوکس مثل برج العرب را در بر می‌گیرد. ساختمان‌های (بلند مرتبه) به دلیل تراکم زیاد در کنار هم و حتی چسبده به هم باعث می‌شود جریان هوا در آن صورت نگیرد و باعث افزایش آلودگی هوا گردد ولی برج‌ها و آسمان‌خراش‌ها حتی با تراکم زیاد به دلیل نوع معماری، فضایی بین آنها وجود دارد که گردش هوا همیشه در بین آنها میسر است.

## فهرست تمام شهرها
فهرست شهرها بر اساس تعداد آسمان‌خراش‌ها که از ۱۵۰ متر (۴۹۰ فوت) بیشتر است.

## شهرهای دارای حداقل ۵۰ آسمان‌خراش بلندتر از ۱۵۰ متر (شامل در حال ساخت)
| رتبه | شهر          | ≥۸۰۰ متر | ≥۷۰۰ متر | ≥۶۰۰ متر | ≥۵۰۰ متر | ≥۴۵۰ متر | ≥۴۰۰ متر | ≥۳۵۰ متر | ≥۳۰۰ متر | ≥۲۵۰ متر | ≥۲۰۰ متر | ≥۱۵۰ متر |
| ---- | ------------ | -------- | -------- | -------- | -------- | -------- | -------- | -------- | -------- | -------- | -------- | -------- |
| ۱    | , هنگ کنگ    | –        | –        | –        | –        | ۱        | ۲        | ۴        | ۶        | ۱۶       | ۶۵       | ۳۱۹      |
| ۲    | نیویورک      | –        | –        | –        | ۱        | ۲        | ۵        | ۸        | ۱۸       | ۳۴       | ۹۸       | ۱۲۳      |
| ۳    | دبی          | ۱        | ۱        | ۷        | ۵        | ۱        | ۴        | ۷        | ۱۰       | ۲۵       | ۳۴       | ۵۲       |
| ۴    | شنژن         | –        | –        | –        | ۱        | ۱        | ۲        | ۷        | ۲۱       | ۴۳       | ۱۱۰      | ۱۷۹      |
| ۵    | شانگهای      | –        | –        | ۱        | ۱        | ۲        | ۳        | ۴        | ۸        | ۲۶       | ۶۴       | ۱۶۹      |
| ۶    | توکیو        | –        | –        | –        | –        | –        | –        | –        | –        | ۱        | ۲۷       | ۱۵۰      |
| ۷    | چونگ‌کینگ     | –        | –        | –        | –        | –        | ۱        | ۳        | ۶        | ۲۲       | ۵۴       | ۱۳۸      |
| ۸    | شیکاگو       | –        | –        | –        | –        | –        | ۲        | ۳        | ۷        | ۱۵       | ۳۳       | ۱۲۷      |
| ۹    | گوانگ‌ژو      | –        | –        | –        | ۱        | ۱        | ۲        | ۴        | ۱۲       | ۲۱       | ۳۶       | ۱۱۶      |
| ۱۰   | جاکارتا      | –        | –        | –        | –        | –        | –        | ۱        | ۴        | ۱۵       | ۴۹       | ۹۴       |
| ۱۱   | بانکوک       | –        | –        | ۱        | ۱        | ۱        | ۱        | ۱        | ۴        | ۸        | ۲۴       | ۹۲       |
| ۱۲   | چنگدو        | –        | –        | –        | –        | ۱        | ۱        | ۱        | ۳        | ۵        | ۲۵       | ۸۸       |
| =۱۳  | سئول         | –        | –        | –        | ۱        | ۱        | ۱        | ۱        | ۲        | ۶        | ۲۰       | ۸۵       |
| =۱۳  | سنگاپور      | –        | –        | –        | –        | –        | –        | –        | –        | ۸        | ۳۴       | ۸۵       |
| ۱۵   | کوالا لامپور | –        | –        | ۱        | ۱        | ۳        | ۴        | ۵        | ۱۰       | ۲۱       | ۴۶       | ۸۱       |
| =۱۶  | بمبئی        | –        | –        | –        | –        | –        | –        | ۱        | ۳        | ۱۶       | ۳۸       | ۷۶       |
| =۱۶  | تورنتو       | –        | –        | –        | –        | –        | –        | –        | ۱        | ۷        | ۲۳       | ۷۶       |
| ۱۸   | ووهان        | –        | –        | ۱        | ۱        | ۱        | ۳        | ۳        | ۷        | ۱۴       | ۳۶       | ۶۶       |
| ۱۹   | بوسان        | –        | –        | –        | –        | –        | ۱        | ۱        | ۴        | ۱۱       | ۱۸       | ۶۵       |
| ۲۰   | نانجینگ      | –        | –        | –        | –        | ۱        | ۱        | ۲        | ۸        | ۱۳       | ۳۴       | ۶۴       |
| ۲۱   | میامی        | –        | –        | –        | –        | –        | –        | –        | –        | ۳        | ۱۰       | ۶۱       |
| ۲۲   | ملبورن       | –        | –        | –        | –        | –        | –        | –        | ۱        | ۸        | ۲۳       | ۶۰       |
| ۲۳   | نان‌نینگ      | –        | –        | –        | ۱        | ۱        | ۲        | ۳        | ۷        | ۹        | ۲۹       | ۵۹       |
| ۲۴   | تیانجین      | –        | –        | –        | ۱        | ۱        | ۱        | ۱        | ۳        | ۱۰       | ۳۰       | ۵۷       |
| ۲۵   | پاناماسیتی   | –        | –        | –        | –        | –        | –        | –        | –        | ۴        | ۲۳       | ۵۲       |
| ۲۶   | مسکو         | –        | –        | –        | –        | –        | ۲        | ۶        | ۱۵       | ۸        | ۲۲       | ۵۰       |

## شهرهای دارای حداقل ۱ آسمان‌خراش بلندتر از ۳۰۰ متر (حدود ۷۵–۸۰ طبقه)
| شهر          | ≥۷۰۰ متر | ≥۶۰۰ متر | ≥۵۰۰ متر | ≥۴۵۰ متر | ≥۴۰۰ متر | ≥۳۵۰ متر | ≥۳۰۰ متر |
| ------------ | -------- | -------- | -------- | -------- | -------- | -------- | -------- |
| دبی          | ۱        | ۱        | ۱        | ۱        | ۴        | ۱۰       | ۲۲       |
| شنژن         | –        | –        | ۱        | ۱        | ۲        | ۷        | ۱۴       |
| نیویورک      | –        | –        | ۱        | ۲        | ۴        | ۷        | ۱۰       |
| گوانگ‌ژو      | –        | –        | ۲        | ۱        | ۲        | ۴        | ۱۰       |
| کوالا لامپور | -        | ۱        | ۱        | ۳        | ۵        | ۶        | ۹        |
| تیانجین      | –        | –        | ۱        | ۲        | ۳        | ۳        | ۸        |
| شانگهای      | –        | ۱        | ۱        | ۳        | ۴        | ۴        | ۶        |
| , هنگ کنگ    | –        | –        | ۱        | ۱        | ۲        | ۴        | ۶        |
| چونگ‌کینگ     | –        | –        | –        | ۱        | ۱        | ۲        | ۶        |
| شیکاگو       | –        | –        | ۱        | ۱        | ۲        | ۲        | ۶        |
| مکه          | -        | ۱        | ۱        | ۱        | ۱        | ۱        | ۱        |
| جده          | ۱        | ۱        | ۱        | ۱        | ۲        | ۳        | ۴        |
| ریاض         | -        | -        | -        | ۷        | -        | ۲        | ۴        |
| کویت         | -        | -        | -        | -        | ۱        | ۲        | ۵        |
| جاکارتا      | -        | -        | -        | -        | -        | ۱        | ۴        |
| مسکو         | -        | -        | -        | -        | -        | ۲        | ۶        |
| سان‌فرانسیسکو | -        | -        | -        | -        | -        | -        | ۱        |
| ابوظبی       | -        | -        | -        | -        | -        | ۱        | ۶        |
| Gold Coast   | -        | -        | -        | -        | -        | -        | ۱        |
| اینچئون      | -        | -        | -        | -        | -        | -        | ۱        |
| بانکوک       | -        | -        | -        | -        | ۱        | ۱        | ۴        |
| دوحه         | -        | -        | ۲        | ۴        | ۴        | ۴        | ۵        |
| سانتیاگو     | -        | -        | -        | -        | -        | -        | ۱        |
| سئول         | -        | -        | ۱        | ۱        | ۱        | ۱        | ۲        |
| بوسان        | -        | -        | ۱        | ۱        | ۱        | ۱        | ۲        |
| آستانه       | -        | -        | -        | -        | -        | ۱        | ۱        |
| هیوستون      | -        | -        | -        | -        | -        | -        | ۲        |
| لس آنجلس     | -        | -        | -        | -        | -        | -        | ۲        |
| لندن         | -        | -        | -        | -        | -        | -        | ۱        |
| مکزیکو سیتی  | -        | -        | -        | -        | -        | -        | ۱        |
| مونتری       | -        | -        | -        | -        | -        | -        | ۲        |
| اوساکا       | -        | -        | -        | -        | -        | -        | ۱        |
| کلمبو        | -        | -        | -        | -        | ۱        | ۱        | ۲        |
| فیلادلفیا    | -        | -        | -        | -        | -        | -        | ۱        |
| آتلانتا      | -        | -        | -        | -        | -        | -        | ۱        |
| ملبورن       | -        | -        | -        | -        | -        | -        | ۱        |
| بمبئی        | -        | -        | -        | -        | ۱        | ۲        | ۵        |
| داکا         | -        | -        | -        | -        | ۲        | ۲        | ۲        |
| تهران        | -        | -        | -        | -        | ۱        | -        | ۱        |
| تورنتو       | -        | -        | -        | -        | -        | -        | ۱        |